# 1,5-ヘキサジエン
1,5-ヘキサジエン（英語: 1,5-hexadiene）は、化学式が(CH2)2(CH=CH2)2で表される有機化合物である。無色透明で揮発性のある液体。架橋剤や様々な化合物の原料となる。

## 合成
1,5-シクロオクタジエンのエテノリシスにより商業的に合成されている  。
(CH2CH=CHCH2)2  +  2 CH2=CH2   →  2 (CH2)2CH=CH2
触媒はアルミナ上の酸化レニウム(VII)から生成する。
実験室ではマグネシウムを使った塩化アリルの還元カップリングで合成する。
2 ClCH2CH=CH2  +  Mg  →   (CH2)2(CH=CH2)2  +  MgCl2